# 巴橋 (三次市)
巴橋（ともえばし）は、広島県三次市を流れる馬洗川に架かる道路橋である。三次市のシンボルとして知られる。

## 概要
江の川と馬洗川の合流地点から上流へ500メートルの位置に位置する国道375号（国道433号・国道434号・広島県道39号三次高野線重用）の橋で、三次市三次町と同市十日市町とを結ぶ。このあたりは江の川の本流に西城川、馬洗川が合流する地点であり、3本の川が合わさるその有様が巴を連想させることから巴峡と呼ばれている。巴橋の名はこの巴の様が由来している。
車道部分は片側一車線で、歩道が橋の両側に設けられている。歩道には花壇があるほかに展望台も設置されており、市民の憩いの場所としての設計がされている。
三次鵜飼は毎年夏にこの橋周辺で行われている。

## 歴史
三次は古来から交通の要衝であり、山陽・山陰諸国を結ぶ街道の分岐点として、多くの人々や物資が行き交った。江戸時代以降、福島氏（福島正則）、のち備後三次藩初代藩主浅野長治が入封すると浅野氏による統治が始まった。ただ防衛上の理由などから川への架橋は認められず、この地には岩神の渡しという渡船があるのみだった。
この地に橋が架けられたのは江戸時代末期のことで「岩神橋」という名が付けられた。当時”コンニャク橋”という呼び名であったと記録があるため、仮設の橋であったと推測されている。明治時代になってから巴橋の名が生まれ、1888年（明治21年）木橋に架替、1938年（昭和13年）コンクリート橋に架替、1983年（昭和58年）現在のアーチ橋に架け替えられた。
架橋後、1992年と2010年に塗り直し工事が行われている。

## 空中写真

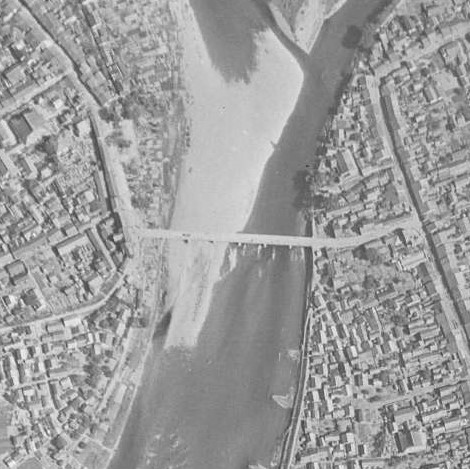
1947年
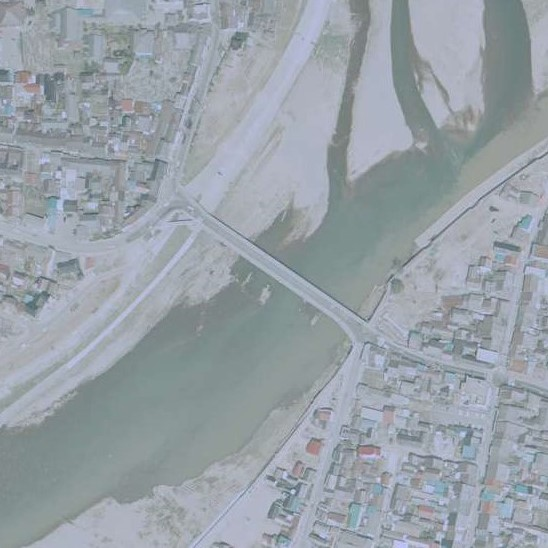
1974年
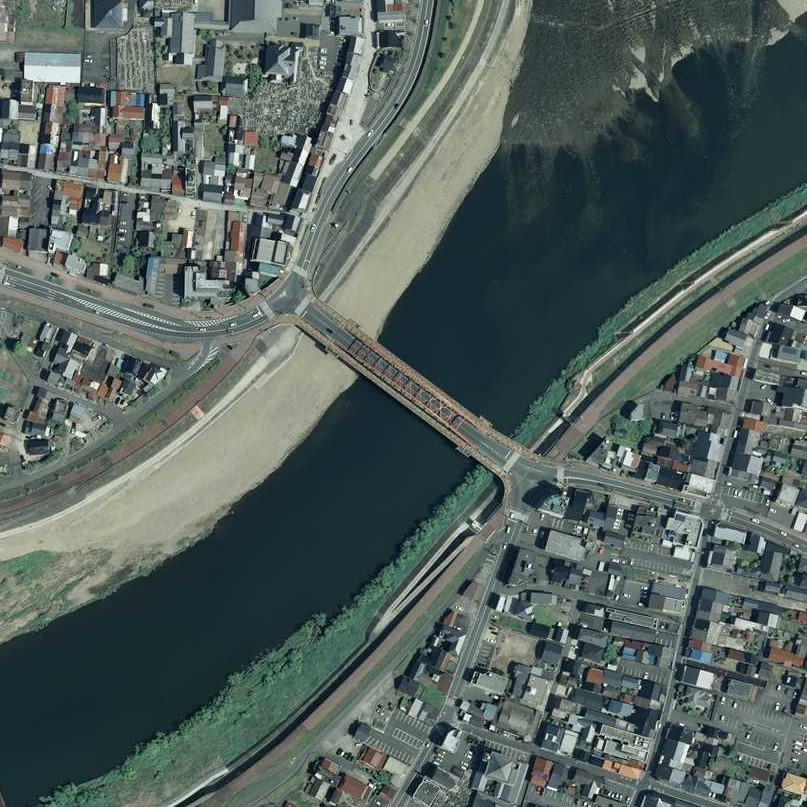
2015年

## 周辺
- 松原稲荷神社
- 三次市役所
- 三次市歴史民俗資料館
- 祝橋 (三次市)